# PMT航空
PMT航空（Progress MulTi Air）是柬埔寨的一家航空公司。總部設於金邊，它有國內服務和國際線定期航線，主要樞紐是暹粒-吳哥國際機場。

## 機隊
- 1架An-24RV
- 1架波音737-200
- 2架An-12
- 2架MD-83